# Клан Макмиллан
Макмиллан — один из кланов горной части Шотландии.
- Официальный сайт клана Архивная копия от 7 апреля 2007 на Wayback Machine
- История клана
- http://www.electricscotland.com/webclans/m/macmill2.html Архивная копия от 30 сентября 2007 на Wayback Machine